# Trachysphaera schmidtii
Trachysphaera schmidtii är en mångfotingart som beskrevs av Heller 1858. Trachysphaera schmidtii ingår i släktet Trachysphaera och familjen Doderiidae. Inga underarter finns listade i Catalogue of Life.